# Charaxes tectonis
Charaxes tectonis är en fjärilsart som beskrevs av Jordan 1937. Charaxes tectonis ingår i släktet Charaxes och familjen praktfjärilar. Inga underarter finns listade i Catalogue of Life.